# Ouled Lenine
Ouled Lenine (àrab: أولاد لينين, Ūlād Līnīn, ‘Els nens de Lenin’) és un documental franco-tunisià dirigit per Nadia El Fani l'any 2007.
La pel·lícula se centra en el pare de la directora, un membre destacat del Partit Comunista de Tunísia.

## Argument
| « | Tenia deu anys i puc dir que va ser la millor època de la meva vida... A la Tunísia independent de Bourguiba, que ja entrava a l'era del desencís, érem uns quants que compartim el secret de la pertinença: fills i filles de comunistes... Shhh! | » |

Als 20 anys, lluitaven per la independència de Tunísia i totes les esperances estaven permeses. Van esperar amb massa cautela que el país madurés o el temps va passar massa ràpid per als seus somnis? Una pel·lícula que dibuixa un retrat únic d'activistes progressistes a la Tunísia post-independentisme, i que planteja la qüestió del seu llegat...